# Sveržov
Sveržov (in ungherese Ferzsó, in tedesco Schwerzau) è un comune della Slovacchia facente parte del distretto di Bardejov, nella regione di Prešov.

## Storia
Citato per la prima volta nel 1355 appartenne alla Signoria di Smilno - Makovica.